# Gene Jackson
Eugene Jackson jr. (West Philadelphia, 16 oktober 1961) is een Amerikaanse jazzdrummer.

## Biografie
Jackson studeerde van 1979 tot 1984 aan het Berklee College of Music in Boston, waar hij Kevin Eubanks ontmoette, met wie hij in de komende jaren samenwerkte. In 1987 verhuisde hij naar New York. Van 1991 tot 2000 behoorde hij bij diverse bands van Herbie Hancock. Daarnaast was hij ook actief in Quintessence van Michele Rosewoman, de Mental Images Group van Robin Eubanks, Music Collage van Jorge Sylvesters en The Mingus Big Band.
Sinds 1999 werkte Jackson ook met de NDR Big Band (o.a. onder Peter Herborn) en de Duitse tenorsaxofonist Christof Lauer. Tijdens de jaren 2000 trad hij overwegend op in Europa met de Mingus Big Band in Duitsland, Zwitserland en Frankrijk, met het Orrin Evans Trio in Italië, Spanje en op Malta, met Claudia Acuña in Finland, met Antonio Faraò in Italië, Zwitserland en Duitsland en met Stafford James in Oostenrijk, België en Duitsland. In 2002 maakte hij opnamen met de sopraansaxofonist Sam Newsome, de trombonist Conrad Herwig, de trompettist Alex Sipiagin, de tenorsaxofonist J.D. Allen III en de pianist Orrin Evans.
Daarnaast werkte Jackson in de loop der jaren met muzikanten als Dianne Reeves, Christian McBride, Hugh Masekela, Cyrus Chestnut, Greg Osby, Terence Blanchard, Andrew Hill, George Coleman, Steve Turré, Chico Freeman, Von Freeman, Don Patterson, Elvis Costello, Art Farmer, Mark Ledford, James Williams, Carla Cook, Craig Harris, Dave Kakowski, Gonzalo Rubalcaba, Claudio Roditi, Donald Brown, Joe Lovano, Billy Childs, Joe Locke, Craig Handy, Anthony Cox, Lonnie Plaxico en Steve Slagle. In 2018 speelt hij in het New York Standards Quartet met Tim Armacost, David Berkman en Ugonna Okegwo.
Jackson doceert aan de Aaron Copland School of Music van het Queens College in New York en gaf o.a. cursussen aan de Eastman University in Rochester, de Musikhochschule in Hamburg en de Folkwangschule in Essen.
- Bibliothèque nationale de France: cb140153139 (data)
- Gemeinsame Normdatei: 135126193
- International Standard Name Identifier: 0000 0000 5518 117X
- Library of Congress Control Number: nr95043084
- MusicBrainz: ad3acbf2-1f9e-472c-bd36-99f48930423f
- Nationale Bibliotheek van Israël: 987007339775905171
- Virtual International Authority File: 49420778
- WorldCat: E39PBJxd6hQDJf6rCP3cmQv8md